# عملية عمانوئيل الثانية
عملية عمانوئيل الثانية هي عملية نصب كمين قام به نشطاء قسامين فلسطينيون ضد مستوطنين إسرائيليين في 16 يوليو 2002. وقد نفذها ثلاثة فلسطينيين متنكرين في زي جنود إسرائيليين.
فجر المنفذون أولاً قنبلة على جانب الطريق بجوار حافلة مدرعة دان رقم 189. بعد ذلك مباشرة، فتح الفدائيين النار وألقوا قنابل يدوية على الركاب. قُتل تسعة إسرائيليين في الهجوم وأصيب 20 شخصًا بدرجات متفاوتة من الإصابات.

## العملية
بعد ظهر يوم الثلاثاء، 16 تموز / يوليه 2002 ، قام ثلاثة مسلحين من كتائب المقاومة الفلسطينية متنكرون أفي زي جنود إسرائيليين بزرع قنبلة على جانب الطريق بجوار الطريق المؤدي إلى مستوطنة عمانوئيل اليهودية المغتصبة، قبل حوالي 200 متر من مدخل المدينة. بعد وضع القنبلة، نصب القساميين كمينًا لحافلة في طريقها من بني براك .
في حوالي الساعة 3:00 مساءً، اقترب خط الحافلات المدرعة Dan 189 ، في طريقه إلى عمانوئيل من بني براك عندها انفجرت القنبلة على جانب الطريق. نتيجة للانفجار، تم تجميد الحافلة. أطلق القسامين أسلحة صغيرة على الحافلة وألقوا قنابل يدوية على الركاب من خلال السقف والنوافذ.
قُتل تسعة مستوطنين في الهجوم وأصيب 20 شخصًا بدرجات متفاوتة من الإصابات.

### القتلى
| - يوناتان جامليل، 16 عامًا، لإيمانويل - كيرين كاشاني، 29 سنة، من عمانوئيل - إيلانا سيتون، 41 عامًا، لإيمانويل - جليلة أدس، 43 سنة، من عمانوئيل - زيلبا كاشي، 67 عامًا، من جفعتايم | - غال شيلون، 32 سنة، من عمانوئيل - يوشيفيد بن حنان، 21 سنة، من عمانوئيل - سارة تيفيريت شيلون، 11 شهرًا، لإيمانويل - من السابق لأوانه الرضيع وينبرج (9 ساعات) |

## روابط خارجية
- اعتقلت إسرائيل 16 في أعقاب الهجمات - التي نشرت على The Vindicator في 19 يوليو 2002
- هجوم إرهابي على حافلة في عمانوئيل - 16 يوليو 2002 - نُشر على موقع وزارة الخارجية الإسرائيلية
- كانت ضحية عمانوئيل الثامنة أصغر من أن يكون لها اسم - نُشرت في صحيفة هآرتس في 18 يوليو 2002
- تبحث إسرائيل عن مهاجمين للحافلات نسخة محفوظة 25 فبراير 2008 على موقع واي باك مشين. - تم نشره على سي إن إن في 17 يوليو 2002